# 堪察加火山群
堪察加火山群是位于俄罗斯勘察加半岛的一处火山群，其中约有三十座火山属于活跃的活火山。1996年，火山群被列入世界遗产。

## 外部連結
- Holocene Volcanoes in Kamchatka, Institute of Volcanology and Seismology Kamchatka, Russia  （页面存档备份，存于）